# Dynamics of Partial Differential Equations
Dynamics of Partial Differential Equations is een internationaal, aan collegiale toetsing onderworpen wetenschappelijk tijdschrift op het gebied van de toegepaste wiskunde.
De naam wordt in literatuurverwijzingen meestal afgekort tot Dynam. Part. Differ. Equat.
Het wordt uitgegeven door International Press en verschijnt 4 keer per jaar.
Het eerste nummer verscheen in 2004.